# KB라이프
KB라이프는 푸르덴셜생명보험과 KB생명보험의 합병을 통해 2023년 1월 1일 출범한 대한민국의 보험회사이다.

## 연혁
- 1990년 : 한국푸르덴셜생명보험 설립
- 2002년 : 강남구 역삼동 푸르덴셜타워로 사옥 이전
- 2004년 : 한일생명보험을 인수해 KB생명보험 출범
- 2013년 : ING 지분 49% 인수로 완전자회사 편입
- 2020년 : KB금융그룹 계열사 편입
- 2023년 : KB생명과 합병해 KB라이프로 사명 변경